# Jovan Harris
Jovan Harris González (Richmond, 20 febbraio 1981) è un ex cestista statunitense naturalizzato messicano, professionista nella NBDL.

## Carriera
Con il Messico ha disputato i Campionati americani del 2013.